# Іллімка
Іллі́мка — село в Україні, у Словечанській сільській територіальній громаді Коростенського району Житомирської області. Населення становить 137 осіб (2001).

## Географія
Селом протікає річка Іллімка, ліва притока Норину.

## Історія
У 1906 році — Паршева, село Покалівської волості Овруцького повіту Волинської губернії. Відстань від повітового міста 23 верст, від волості 10. Дворів 24, мешканців 198.
12 червня 2020 року, відповідно до розпорядження Кабінету Міністрів України № 711-р «Про визначення адміністративних центрів та затвердження територій територіальних громад Житомирської області», територію та населені пункти Нововелідницької сільської ради включено до складу Словечанської сільської територіальної громади Коростенського району Житомирської області.